# Eddie Marsan
Edward Maurice Charles Marsan (Londres, Inglaterra, 9 de junio de 1968), más conocido como Eddie Marsan, es un actor británico. Es conocido por sus papeles en las películas Gangster No. 1 (2000), Misión imposible 3 (2006), Sixty Six (2006), V de Vendetta (2006), Hancock (2008), Happy-Go-Lucky (2008), Sherlock Holmes (2009), War Horse (2011), Sherlock Holmes: Juego de sombras (2011), The Best of Men (2012), The World's End (2013) y Ray Donovan.

## Biografía
El 1 de junio de 2002 se casó con Janine Schneider, la pareja tiene cuatro hijos.

## Carrera
En el 2013 se unió al elenco de la miniserie Southcliffe donde interpretó a Andrew Salter, un hombre que debe enfrentarse al dolor de perder a su hija luego de que el solitario Stephen Morton le disparara a varios de los residentes del pueblo.
En 2025 fue nombrado oficial de la Orden del Imperio Británico (OBE).

## Filmografía
| Año  | Título                                  | Papel                 |
| ---- | --------------------------------------- | --------------------- |
| 1997 | Get Well Soon                           | Brian Clapton         |
| 1997 | The Man Who Knew Too Little             | mugger 1              |
| 1999 | This Year's Love                        | Eddie                 |
| 2000 | Gangster No. 1                          | Eddie Miller          |
| 2001 | The Emperor's New Clothes               | Louis Marchand        |
| 2001 | The Bunker                              | Pfc. Kreuzmann        |
| 2001 | The Monkey King                         | Pigsy                 |
| 2002 | Gangs of New York                       | Killoran              |
| 2003 | AfterLife                               | Jez Walters           |
| 2003 | 21 Grams                                | Reverendo John        |
| 2003 | Charles II: The Power and the Passion   | Titus Oates           |
| 2004 | The Rocket Post                         | Heinz Dombrowsky      |
| 2004 | Vera Drake                              | Reg                   |
| 2005 | The Secret Life of Words                | Victor                |
| 2005 | Beowulf & Grendel                       | Padre Brendan         |
| 2005 | El nuevo mundo                          | Eddie                 |
| 2006 | Misión imposible 3                      | Brownway              |
| 2006 | Miami Vice                              | Nicholas              |
| 2006 | Sixty Six                               | Manny Reuben          |
| 2006 | El ilusionista                          | Josef Fischer         |
| 2006 | V for Vendetta                          | Brian Etheridge       |
| 2006 | Pierrepoint                             | James "Tish" Corbitt  |
| 2007 | I Want Candy                            | Doug Perry            |
| 2007 | Grow Your Own                           | Little John           |
| 2008 | Happy-Go-Lucky                          | Scott                 |
| 2008 | Hancock                                 | Red Parker            |
| 2008 | God on Trial                            | Lieble                |
| 2008 | Me and Orson Welles                     | John Houseman         |
| 2008 | The 39 Steps                            | Scudder               |
| 2008 | Faintheart                              | Richard               |
| 2009 | Red Riding                              | Jack Whitehead        |
| 2009 | Sherlock Holmes                         | Inspector Lestrade    |
| 2009 | La desaparición de Alice Creed          | Vic                   |
| 2009 | Criminal Justice                        | Saul                  |
| 2009 | Heartless                               | Weapons man           |
| 2010 | London Boulevard                        | DI Bailey             |
| 2010 | Junkhearts                              | Frank                 |
| 2011 | Law and Order: UK                       | Jason Peters          |
| 2011 | Moby Dick                               | Stubb                 |
| 2011 | Tyrannosaur                             | James                 |
| 2011 | Sherlock Holmes: Juego de sombras       | Inspector Lestrade    |
| 2011 | War Horse                               | Sgt. Fry              |
| 2012 | Snow White and the Huntsman             | Duir                  |
| 2012 | I, Anna                                 | DI Kevin Franks       |
| 2012 | The Best of Men                         | Dr. Ludwig Guttmann   |
| 2013 | Jack the Giant Slayer                   | Crawe                 |
| 2013 | Ray Donovan                             | Terry Donovan         |
| 2013 | The World's End                         | Peter Page            |
| 2013 | Southcliffe                             | Andrew Salter         |
| 2013 | Still Life                              | John May              |
| 2013 | Filth                                   | Bladesey              |
| 2014 | God's Pocket                            | Smilin' Jack Moran    |
| 2014 | X+Y                                     | Richard               |
| 2015 | Jonathan Strange & Mr Norrell           | Mr Norrell            |
| 2015 | Concussion                              | Dr. Steven DeKosky    |
| 2016 | Galavant                                | Death                 |
| 2016 | Their Finest                            | Sammy Smith           |
| 2016 | The Exception                           | Heinrich Himmler      |
| 2016 | Los misteriosos asesinatos de Limehouse | Tío                   |
| 2017 | Atomic Blonde                           | Spyglass              |
| 2018 | Deadpool 2                              | Director del orfanato |
| 2018 | Entebbe                                 | Shimon Peres          |
| 2018 | Vice                                    | Paul Wolfowitz        |
| 2018 | Mowgli: Legend of the Jungle            | Vihaan (Voz)          |
| 2019 | Feedback                                | Jarvis                |
| 2019 | The Professor and the Madman            | Muncie                |
| 2019 | Fast & Furious Presents: Hobbs & Shaw   | Profesor Andreiko     |
| 2019 | Abigail                                 | Jonathan Foster       |
| 2022 | Operation Fortune: Ruse de Guerre       | Knighton              |
| 2024 | Back to Black                           | Mitch Winehouse       |
| 2025 | Emperor                                 | Martín Lutero         |
| TBA  | Midas Man                               | Harry                 |

### Series de televisión
| Año         | Serie                         | Personaje     | Notas                                  |
| ----------- | ----------------------------- | ------------- | -------------------------------------- |
| 2016        | Galavant                      | Muerte        | episodio "Love and Death"              |
| 2015        | River                         | Thomas Cream  | 6 episodios                            |
| 2015        | Jonathan Strange & Mr Norrell | Mr Norrell    | 7 episodios                            |
| 2013 - 2015 | Ray Donovan                   | Terry Donovan | 36 episodios                           |
| 2013        | Southcliffe                   | Andrew Salter | 4 episodios - miniserie                |
| 2012        | Playhouse Presents            | Intruso       | episodio "Walking the Dogs"            |
| 2012        | In Love with Wilde            | Czar          | -                                      |
| 2011        | Moby Dick                     | Stubb         | 2 episodios - miniserie                |
| 2009 - 2010 | Law & Order: UK               | Jason Peters  | 2 episodios                            |
| 2010        | The Sarah Jane Adventures     | Mr. White     | 2 episodios                            |
| 2010        | Merlin                        | Manticore     | episodio "Love in the Time of Dragons" |
| 2009        | Criminal Justice              | Saul          | 5 episodios                            |
| 2008        | Little Dorrit                 | Pancks        | 11 episodios - miniserie               |
| 2004        | Silent Witness                | Derek Poutney | 2 episodios                            |